# Эдукационная комиссия
Эдукацио́нная коми́ссия (Комиссия национального образования, пол. Komisja Edukacji Narodowej, от лат. educatio «воспитание», полное название пол. Komisja nad Edukacją Młodzi Szlacheckiej Dozór Mająca) — руководящий орган системы просвещения в Речи Посполитой в 1773—1794 годах. Первое в Европе ведомство, по функциям аналогичное общегосударственному министерству просвещения. Создана 14 октября 1773 года по предложению короля Станислава Августа и по инициативе Гуго Коллонтая.
Толчком к её созданию было упразднение папой римским Климентом XIV ордена иезуитов, которыми в Речи Посполитой главным образом контролировалась в основном ими же созданная система учебных заведений. Комиссия переняла имущество ликвидированного ордена иезуитов и использовала его для надобностей просвещения. Целью комиссии была организация всеобщего и обязательного обучения детей всех сословий и возрождение страны посредством просвещения. Программные и методические установки Эдукационной комиссии опирались на принципы эмпиризма Д. Локка и Д. Юма, идеи Ж.-Ж. Руссо и физиократов.

## Состав

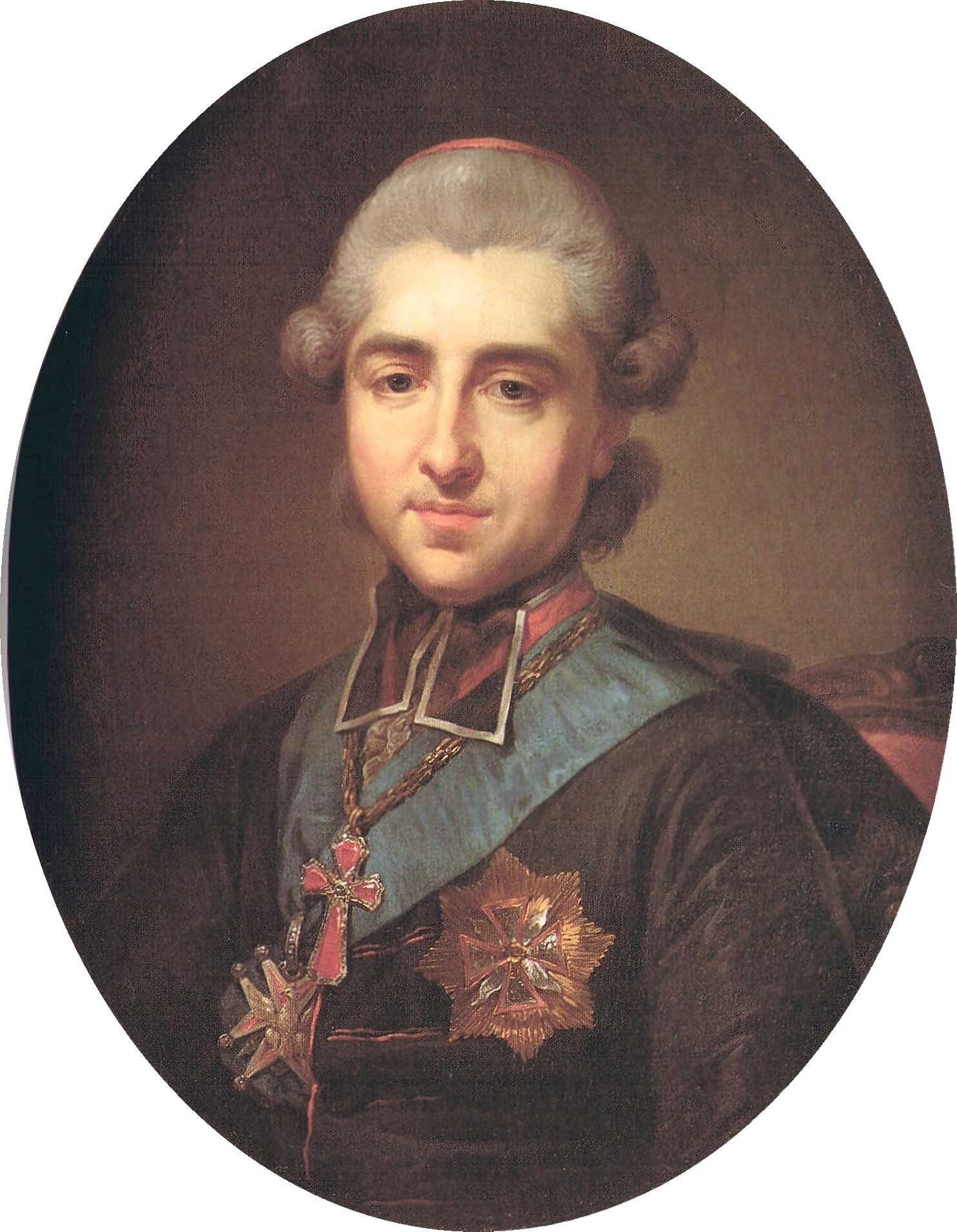
Михал Ежи Понятовский, председатель Эдукационной комиссии с 1776 года

Первоначальный состав комиссии включал восемь человек — четыре сенатора и четыре депутата, представлявшие Королевство Польское и Великое княжество Литовское. Первым председателем был епископ виленский Игнацы Якуб Масальский, который в этой должности допустил злоупотребления и был отстранён. Позднее, с 1776 года, в комиссию входило 12 членов, называвшихся комиссарами. Они избирались на шесть лет и каждые два года отчитывались сейму. В деятельности Эдукационной комиссии участвовали выдающиеся деятели польского просвещения — Гуго Коллонтай, Гжегож Пирамович, Иероним Стройновский, подканцлер литовский Иоахим Хрептович, Тадеуш Чацкий, Адам Казимир Чарторыйский и другие.

## Реформа образования
Эдукационная комиссия реформировала систему начального, среднего и высшего образования, придала ей светский характер, расширила преподавание естественнонаучных дисциплин, ввела элементы физического воспитания, утвердила преподавание на польском языке.
Территория Речи Посполитой была разделена на десять учебных округов и Польскую и Литовскую учебные провинции. В Литовскую провинцию входило четыре округа, охватывавших часть Белоруссии, остававшуюся в составе Речи Посполитой после первого раздела (1772). Управляло образованием в ряде округов высшая школа, названная главной; в Литве такой школой стала Главная школа Великого княжества Литовского, в Польше — Ягеллонский университет. Для подготовки педагогов учреждались учительские семинарии. Комиссия организовала подготовку и издание новых учебников. Ещё при жизни Юзефа Залуского администрация библиотеки Залуских была передана Эдукационной комиссии.
Деятельность Эдукационной комиссии сыграла важную роль в развитии образования и науки в Литве и Польше, в развитии польской национальной культуры.

## Устав эдукационной комиссии
Проект этого устава (Ustawy Kommissyi Edukacyi Narodowej dla stanu akademickiego i na szkoły w krajach Rzeczypospolitej przepisan), в составлении которого наибольшее участие принимали Колонтай и Пирамович, был написан в 1781 году, разослан во все школы и на основании полученных от них замечаний исправлен, окончательно утвержден и введен в действие в мае 1783 года. Здесь приведены основные положения устава.

#### Общие положения
Учебное ведомство республики состоит из главных школ (Краковской и Виленской академий), школ окружных (Szkoly wydzialowe) и подокружных (Szkoly podwydzialowe).
Высшее управление учебным ведомством сосредотачивается в эдукационной комиссии, которой одной принадлежит право издавать и изменять училищные уставы и постановления. Исполнение уставов вверяется ректорам и советам главных школ. На этом основании заведование и управление всех коронных школ возлагается на Краковскую главную школу, заведование и управление всех школ Литовских — на Виленскую главную школу. Связь между главными школами и другими училищами заключается в следующем: 1) кандидаты к учительскому званию готовятся при главной школе; 2) главная школа назначает своих визитаторов для осмотра всех других школ; 3) все школы должны предоставлять отчеты в главную школу; 4) ректору главной школы принадлежит право суда над всеми лицами учебного сословия.
Школы разделяются на округи; в каждом округе должна находится окружная школа, состоящая из ректора, префекта, шести учителей и проповедника; кроме окружной школы, к каждому округу причисляется несколько подокружных школ, состоящих из проректора, нескольких учителей и проповедника. Всякий желающий стать учителем должен, по представлению окружной школы, поступить в главную школу, по окончании которой прослужить в должности учителя не менее шести лет. После смерти учителя на службе, без завещания, все книги и учебные пособия, ему принадлежащие, поступают в собственность школы; другое имущество переходит к наследникам; но если учитель умер, не прослужив обязательных шести лет, то наследники обязаны из его наследства возвратить учебному ведомству затраченную на его обучение сумму.
Школы, содержимые духовным ведомством, обязаны подчиняться надзору учебного начальства. Префектами и учителями в них могут быть только те из духовных лиц, которые готовились к учительской должности в главной школе по крайней мере три года и получили свидетельство о том, что обладают необходимыми для учительского звания знаниями.

#### Главные школы
Главные школы или академии состоят: 1) из начальственных лиц, то есть ректора, двух председателей (Collegierum) или деканов и секретаря; 2) из заслуженных профессоров; 3) из действующих профессоров, к числу которых относятся также астроном-наблюдатель и библиотекарь; 4) из товарищей профессоров, избираемых советом главной школы из числа лиц, имеющих степень доктора; 5) из вице-профессоров, исполняющие профессорские обязанности в случае отсутствия профессора.
Все эти лица составляют совет главной школы, которые управляют не только главной школой, но и всеми подведомственными ей окружными и подокружными школами, а также школами, содержащимися монастырями. Собрания совета главной школы бывают обыкновенные и чрезвычайные: обыкновенные проходят три раза в месяц; на первом собрании рассматриваются и решаются дела по управлению школами и надзору за ними; на втором — дела по учебной и педагогической части; на третьем — хозяйственные дела. Чрезвычайные собрания созываются ректором в случае необходимости. Все дела на совете решаются большинством голосов. Товарищи профессоров и вице-профессоры пользуются правом голоса только в педагогических собраниях совета.
Главные школы состояли из двух факультетов (Collegia): наук физических и наук нравственных. К первому относились науки математические, физические, естественно-исторические и медицинские; ко второму науки богословские, юридические, исторические и словесные. Председатели коллегий или деканы факультетов и их секретари избирались из числа профессоров в совете на три года. На деканов возлагались обязанности принимать вновь поступающих учеников на факультеты и наблюдать за преподаванием лекций, которые они должны были посещать по крайней мере раз в месяц.
Ректор главной школы избирается на 4 года советом совместно с учениками главной школы, а также учениками состоящей при ней подокружной школы, которые принимают участие в его выборе через своих депутатов. Ректор утверждается в своем звании эдукационной комиссией. Он может отстранять на время или навсегда от должности каждого из профессоров или преподавателей как главной школы, так и подведомственных учебных заведений. На его определения можно апеллировать в эдукационную комиссию.
Профессорские кафедры замещаются советом по конкурсу. Разрешается претендовать на профессорскую кафедру в главной школе только после шестилетнего преподавания в окружной или подокружной школе; исключение из этого правила допускается только для профессоров, преподающих медицинские науки. Профессоры, преподававшие в главной школе 16 лет, именуются заслуженными и получают пожизненную пенсию 2/3 оклада содержания; они могут продолжать преподавание не иначе, как с разрешения эдукационной комиссии.
Главная школа имеет надзор за всеми училищами как светскими, так и находящимися при монастырях. Для этого совет главной школы избирает из среды профессоров визитаторов школ на два года. Визитаторы, осматривая школы, должны обращать внимание не только на преподавание наук, но и на нравственность учителей и учеников, и обо всём докладывать главной школе. Они также должны осматривать приходские и частные школы.

#### Школы окружные и подокружные
Ректор, префект, учителя и проповедник в каждой окружной школе, а также проректор, учителя и проповедник в каждой подокружной школе составляют академическое собрание (Zgromadzenie akademickie). Все они обязаны носить одинаковую академическую одежду, жить в одном школьном доме и иметь общий стол. Они не могут принимать на себя никаких сторонних обязанностей и должны заниматься исключительно своей учебной деятельностью. Для заведования общим столом они избирают из своей среды провизора, который распоряжается общей кассой, прислугой и хозяйством академического собрания. На стол каждому учителю эдукационная комиссия отпускает в общую кассу ежегодно по 650 злотых, независимо от жалования.
Учителя назначаются советом главной школы из кандидатов, прошедших обучение. Для поступления в число кандидатов нужно иметь не менее 18 лет и окончить курс в шестиклассной окружной школе. Такие кандидаты избираются окружной школой и направляются на дальнейшее обучение в главную школу, в которой обучаются в течение 4 лет за счет эдукационной комиссии, получая, кроме квартиры и стола, в первом году 300 злотых, а в три последующих по 400 злотых. Если по окончании полного курса в главной школе и по получении ученой степени они окажутся способными к учительской должности, то назначаются учителями в окружные или подокружные школы. Прослужив 20 лет, они получают звание заслуженного учителя и право на пожизненный пансион.
Ректор окружной школы избирается академическим собранием из учителей, прослуживших не менее 8 лет. На нём лежат следующие обязанности: наблюдение за добросовестным исполнением должности учителями и за поведением как учеников, так и учителей и домашних надзирателей; ежемесячное посещение уроков каждого учителя; ежегодное представление главной школе отчета о состоянии окружной школы и принадлежащих к округу подокружных и монастырских школ; ежегодное посещение всех подведомственных округу школ; выдача свидетельств ученикам, оканчивающим курс в окружной школе; заведование провинциальной кассой эдукационной комиссии и наблюдение за аккуратным поступлением взносов от арендаторов и должников комиссии; заведование школьным зданием, библиотекой, учебными пособиями; назначение квартир учителям и т. п. Ректор обязан наблюдать, чтобы в его округе лица ненадёжной нравственности не учреждали частных мужских и женских пансионов, чтобы в женских пансионах ученицы не читали романов (за исключением «Телемака»), чтобы обучались польскому языку, польской истории, арифметике и женскому рукоделию. Без разрешения эдукационной комиссии никто не может содержать частный пансион.
Префект окружной школы избирается на 4 года из учителей, прослуживших не менее 6 лет. Он, в случае отсутствия или болезни ректора, исполняет его должность; в его обязанности входит поддержание внутреннего порядка в школе и наблюдение за поведением и занятиями учеников; он еженедельно докладывает ректору о том, как исполняют свою должность учителя и домашние надзиратели, о поведении и успехах учеников; он заведует библиотекой школы, представляет ректору о необходимости приобретения книг; выдаёт учителям и сторонним лицам библиотечные книги; составляет каталог библиотеки и т. п. Главная обязанность префекта заключается в постоянном наблюдении за учениками вне школы; под его непосредственным ведением находятся домашние надзиратели (dyrektorowie), назначаемые для каждой ученической квартиры из учеников высших классов и лиц, окончивших курс в окружных и подокружных школах. Он должен как можно чаще посещать квартиры учеников, побуждая их к прилежанию, порядку, опрятности, должен заботиться о больных учениках, снабжать их лекарствами и т. п.
Проректор подокружной школы непосредственно подчинён ректору; он главный начальник подокружной школы, в которой должен исполнять также и обязанности префекта. Ректор, префект и проректор по уставу должны избираться школьным академическим собранием, но в первое время, пока училища ещё не получили нормального устройства и развития, места их назначались по выбору эдукационной комиссией.
Проповедник (Kaznodzieja) в окружных и подокружных школах преподаёт закон божий по воскресениям и праздникам; в его заведовании находится школьная церковь; он должен исповедовать всех учеников раз в месяц; обедня служится в школьном костёле ежедневно в 7 утра, и все ученики обязаны её слушать. Каждое воскресение проповедник должен произнести ученикам проповедь. С особенностью торжественностью должны праздноваться дни, посвящённые святым покровителям литовских и польских школ: св. Яну Кантию, св. Казимиру и св. Станиславу Костке.
Учителя должны обращаться с учениками вежливо и стараться снискать их уважение и любовь; они обязаны иметь списки учеников и наблюдать за правильным посещением уроков; давать частные уроки ученикам разрешается только тем учителям, которые прослужили не менее 6 лет. В конце учебного года каждый учитель представляет ректору или проректору отчет об успехах и поведении учеников; эти отчеты представляются в главную школу. Учитель обязан сообщать обществу элементарных книг свои замечания об используемых в школах руководствах и учебниках.
Содержание учителей разделяется на столовые деньги и жалование: каждый учитель получает столовых 650 злотых, которые вносятся в общую кассу академического собрания; кроме того, учитель в течение первых шести лет получает по 400 злотых жалования; после 6-летней службы он получает 500 злотых и потом каждый год получает прибавку в 50 злотых; это увеличение жалования продолжается до 20 лет службы, когда учитель получает звание заслуженного и может выйти в отставку с пансионом в 1000 злотых. Ректор получает прибавочного жалования 1800 злотых, проректор — 600 злотых.
Окружные школы состоят из 6 классов с курсом обучения в 7 лет (для 5-го класса курс обучения составляет 2 года). В них, кроме ректора, префекта и проповедника, должно быть не менее 6 учителей; кроме того, приглашаются сторонние преподаватели французского и немецкого языков. Уроки продолжаются с 8 до 10 часов утра и с 2 до 4 часов по полудню. Учителя должны преподавать по руководствам, одобренным эдукационной комиссией. Они обязаны переходить от лёгкого к более трудному, от частного к общему, от простого к сложному, от чувственных восприятий к отвлечённым представлениям; они обязаны заботиться не столько об обогащении памяти учеников многочисленными научными сведениями, сколько о развитии их наблюдательности и мыслительной способности. Для стимулирования соревнования ученики размещаются в классе по успехам; из лучших учеников учитель назначает декурионов, которые обязаны спрашивать урок у других учеников и давать о них отчёт учителю.
В первом (низшем) классе все предметы преподаются одним учителем, который здесь преподаёт латинскую и польскую грамматику, арифметику, науку о нравственности, общие начало географии и естественной истории. В этом классе письменных упражнений не полагается; ученики особенно упражняются в плавном и отчётливом чтении, в грамматическом разборе и в решении арифметических задач.
Во втором классе также один учитель, который преподаёт те же предметы, что и в первом классе, только в большем развитии.
В остальных четырёх классах преподают по очереди четыре учителя: красноречия, математики, физики и науки о нравственности.
Учитель красноречия в 3-м и 4-м классе преподает латинскую и польскую грамматику и упражняет учеников в переводе с латинского на польский язык отрывков из Корнелия Непота, писем Цицерона и Пилия. В пятом классе переводятся отрывки из Горация, Ювенала и речей Цицерона. В шестом классе сообщаются сведения из риторики и пиитики и переводятся избранные речи Цицерона и отрывки из Ливия, Саллюстия, Тацита, Курция, а также эпистола Горация De arte poetica. Учитель красноречия должен в особенности приучать учеников к правильному письменному изложений мыслей; для этого он упражняет их в сочинении писем, рассказов и т. п.
Учитель математики в 3-м классе повторяет с учениками арифметику и знакомит их с началами геометрии; в 4-м классе заканчивает геометрию и начинает алгебру, которую оканчивает в 5-м классе. В 6-м классе он преподаёт логику. В каждом классе, прежде чем приступить к продолжению науки, он должен повторить пройденное в предыдущем классе. Для упражнения учеников в практической геометрии он, летом, отправляется с ними в поле и знакомит их с употреблением землемерных инструментов и с черчением планов. Преподавая логику, он должен каждое положение этой науки объяснять применением к практической жизни. Под его ведением находится собрание математических инструментов.
Учитель физики преподаёт в 3-м классе начало садоводства, в 4-м классе начало земледелия и общие понятия из физики — проходится первая часть этой науки, а также начала минералогии; во втором повторяется пройденное из физики и проходится вторая её часть, а также начала ботаники и гигиены. В 6-м классе проводится краткая история искусств и ремесел, причем делаются ссылки на усвоенное учениками из физики. При преподавании этих наук учитель во всех классах читает с учениками хрестоматию, составленную из классических отрывков по разным отраслям естествоведения и технологии. В ведении учителя физики находится физический кабинет.
Учитель науки о нравственности в 3-м классе проходит историю ассирийскую и персидскую вместе с географией этих стран; в 4-м классе историю и географию древней Греции; в 5-м классе историю древнего Рима; в 6-м классе начало законоведения и отечественную историю с географией. Кроме того, во всех этих классах читается наука о нравственности по особенному руководству, причём учитель должен внушать ученикам правила чести, хорошей нравственности, справедливости и гуманности и возбуждать отвращение к порокам, к нравственным недостаткам, особенно распространённым в отечестве и в той провинции, где находится школа.
Французский и немецкий языки преподаются во внеклассное время; ученики, обучающиеся немецкому языку, разделяются на 3 класса; французский язык преподаётся только в столичных школах. Во всех базилианских школах преподаётся и польский язык.
Подокружные школы состоят из трех или более классов и должны иметь, кроме проректора и проповедника, не менее трех учителей. В первом классе один учитель обучает всем предметам по программе окружной школы. Во втором и третьем классе все предметы преподаются двумя учителями, из которых первый — учитель красноречия и науки о нравственности — преподаёт латинский язык, науку о нравственности и древнюю историю, сообразуясь с программой 3, 4 и 5 классов окружной школы; другой учитель — математики и естественной истории — преподаёт во втором и третьем классах подокружной школы арифметику, геометрию, начало садоводства, земледелия, физики, алгебры, минералогии и истории искусств и ремёсел, в меньшем, по сравнению с окружной школой, объёме. Каждый учитель в окружной и подокружной школе обязан преподавать 20 часов в неделю.
Курс преподавания начинается 29 сентября и открытие классов производится публично в присутствии приглашённых посетителей. В течение первых трёх месяцев школьного курса никаких экзаменов не бывает; потом экзамен проводится ежемесячно префектом, проректором и ректором, а при окончании школьного года в июле происходит годичный публичный экзамен в присутствии приглашённых сторонних посетителей; на этом публичном экзамене один из лучших учеников читает диссертацию. Экзаменационное время начинается 29 июля.
Ученики, поступающие в школу, записываются префектом в школьный реестр; лицам всякого звания и возраста, не записанным в число учеников, разрешается беспрепятственно посещать все уроки. Эдукационная комиссия содержит в каждой школе нескольких бедных учеников за свой счет, снабжая их квартирой, столом, платьем, книгами и нанимая для них домашних надзирателей. Эти казённокоштные (funduszowi) ученики находятся под особым покровительством ректора или проректора; оставляя школу, они должны дать обещание, что со временем, если разбогатеют, обеспечат средства содержания в школе по крайней мере одного ученика. Если кто-либо из частных лиц пожелал содержать за свой счёт одного или несколько бедных учеников, то ректор или проректор обязан об этом доложить эдукационной комиссии, которая благодарит письмом жертвователя и о пожертвовании публикует в газетах.
Для повторения с учениками уроков и для наблюдения за их нравственностью назначается для каждой ученической квартиры особый домашний надзиратель (dyrektor). Эти надзиратели находятся в непосредственном подчинении префекта, а в подокружной школе — проректора. Они назначаются префектом или проректором, во всем ему подчиняются, действуют по его указаниям и представляют ему ежемесячно подробный отчет о здоровье, поведении и успехах своих воспитанников (подробные инструкции изложены эдукационной комиссией в «Przepiz dla dyrektorow»).
Все лица, к учебному сословию принадлежащие, как то: ректоры, проректоры, префекты, учителя, домашние надзиратели и ученики подлежат определённым взысканиям и наказаниям за плохое исполнение своих обязанностей. Взыскания ученикам в менее важных случаях определяются учителями, префектом или ректором. За более тяжелые проступки ученики подвергаются наказанию по определению школьного суда; также школьный суд может налагать наказание на домашних надзирателей, учителей и даже префекта, проректора и ректора. Школьный суд состоит из ректора или проректора, префекта и всех учителей; он собирается каждый раз по мере надобности. Ученик может быть исключен из школы не иначе как по определению школьного суда и с утверждения визитатора или ректора главной школы. Телесные наказания назначаются за развратное поведение, неповиновение школьному начальству, пьянство и воровство. Легкие телесные наказания и другие менее важные взыскания могут быть назначены ученикам и без школьного суда префектом, ректором и учителями. Школьный суд может определять следующие взыскания с учителей, префекта и ректора: денежный штраф с учителей за неявку на урок без уважительной причины (за каждый пропущенный час вычитается дневное жалование), публичный выговор и запрет выходить из дома в течение назначенного времени; о проступках ректора или префекта школьный суд может доносить визитатору или ректору главной школы; такое донесение должно быть подписано всеми учителями. Домашних надзирателей школьный суд может освобождать от должности.
Учителя за особые заслуги, как, например, написание хорошего руководства, полезное изобретение в области наук и искусств, постоянно отличные успехи учеников, могут получать чрезвычайные награды, как то: денежные награды, сокращение срока на выслугу пенсии, командирование за счет эдукационной комиссии за границу для дальнейшего усовершенствования в науках. Для духовных лиц — награждение канонией или прелатурой из числа отданных в распоряжение эдукационной комиссии. О таких наградах ректор главной школы объявляет в газетах. Ученики за отличные успехи и примерное поведение награждаются голубыми и красными кокардами для ношения на шляпе, книгами, физическими и математическими инструментами, принятием на казённое содержание. Лучшие ученики награждаются золотыми и серебряными медалями, на которых с одной стороны изображён бюст короля, с другой надпись: «Diligentiae». Эти медали изготавливались за счёт короля и от его имени раздавались лучшим ученикам.
Во всех школах особое внимание обращается на физическое воспитание детей. Школьное начальство наблюдает, чтобы квартиры учеников содержались опрятно и постоянно проветривались; ученики ежедневно должны ходить на прогулку играть в мяч и другие игры, способствующие развитию физической силы. С этой целью также введены были в школах эдукационной комиссии военные упражнения.

#### Приходские школы
Приходские школы, учреждаемые в местечках и сёлах, также находятся под надзором эдукационной комиссии. Приходские учителя обязаны давать отчет о своих школах ближайшему ректору или проректору.